# Ritterschauspiele Kiefersfelden

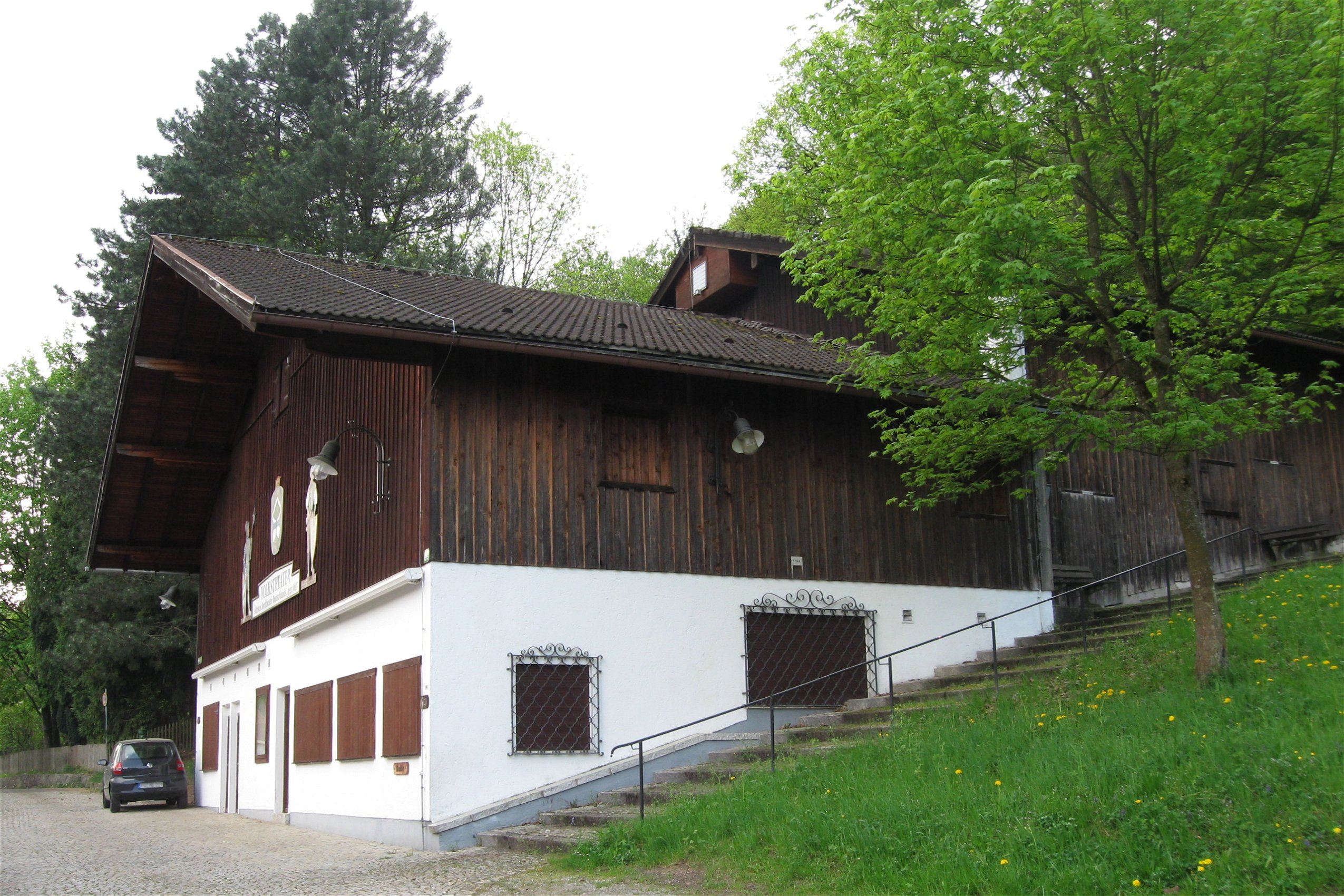
Bühnengebäude (links), Zuschauerraum (rechts oben)

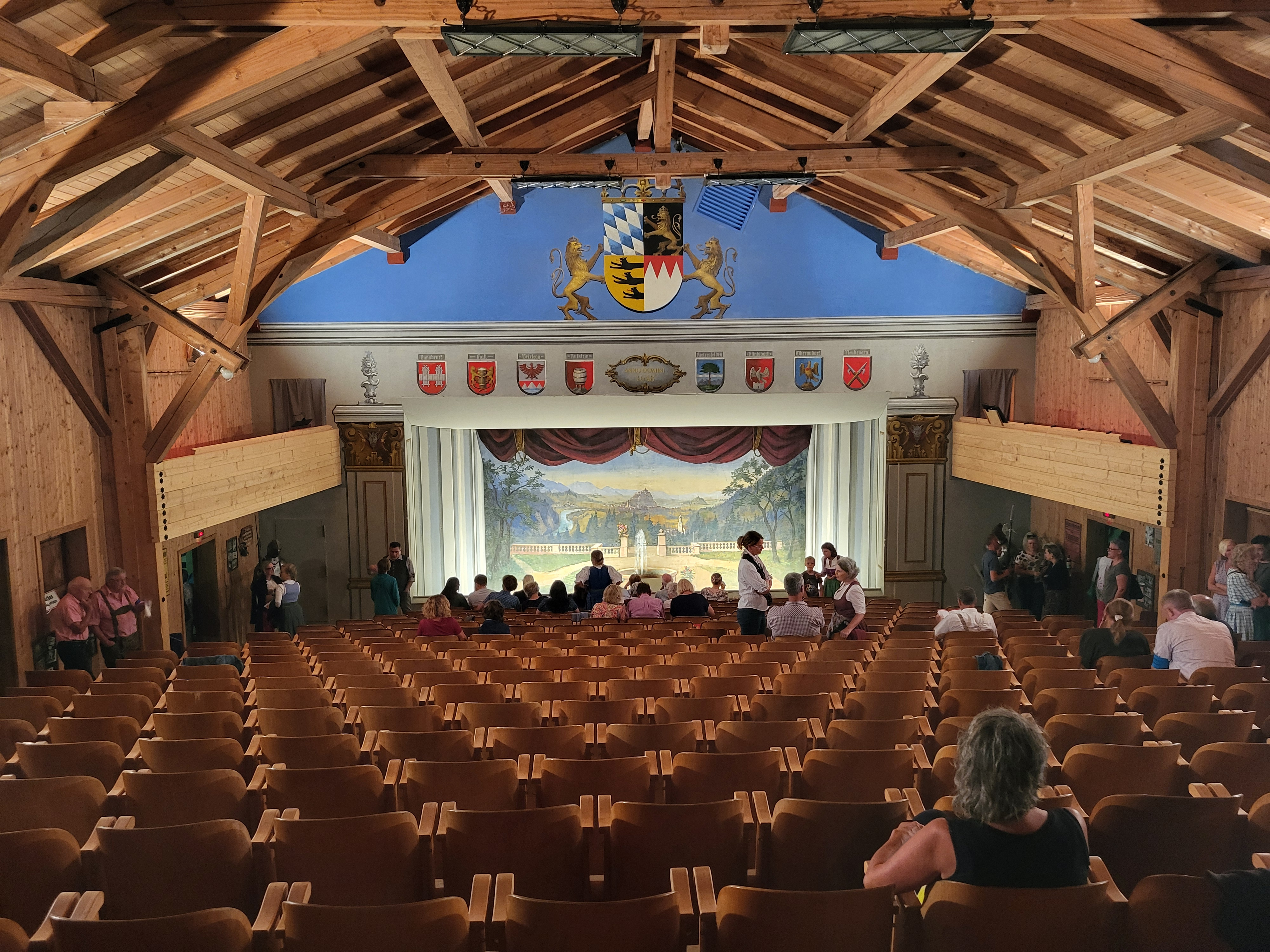
Blick zur Bühne

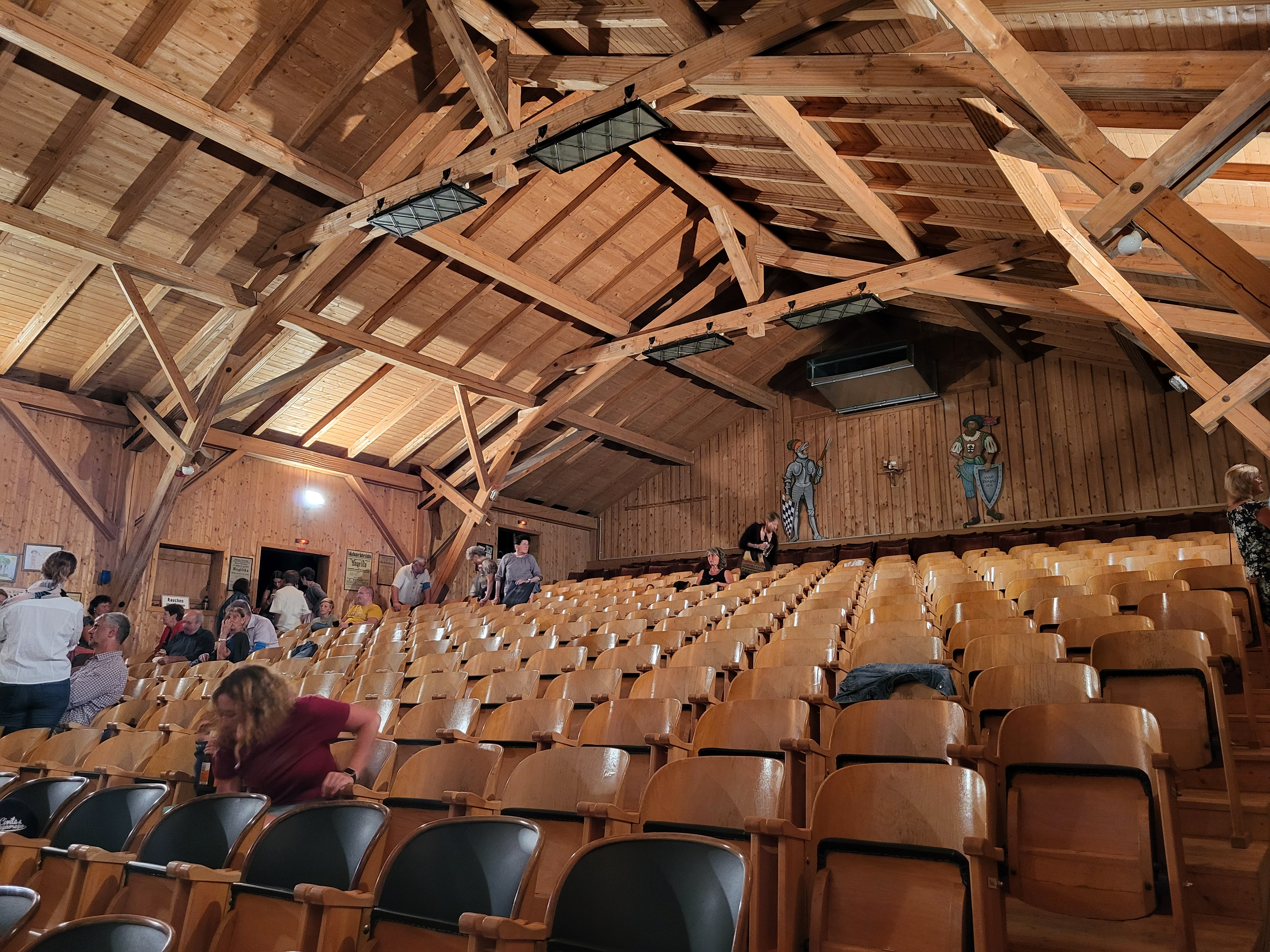
Blick in den Zuschauerraum

Die Ritterschauspiele der Theatergesellschaft Kiefersfelden in der Comedihütte (Dorftheater) in Kiefersfelden sind das einzige noch bestehende Theater dieses Genres. Die Aufführungen auf der historischen Drehkulissenklappbühne unter Mitwirkung der Musikkapelle Kiefersfelden stellen nach der Auflösung vieler ähnlicher Spielgemeinschaften im bayerisch-tirolischen Inntal nach 1900 weltweit ein Unikum dar: Laiendarsteller spielen jedes Jahr im Sommer ca. zehn Vorstellungen eines Dramas aus dem theatereigenen Archiv mit zahlreichen Handschriften und Rollenbüchern des 19. Jahrhunderts, die großteils noch nicht erschlossen sind. Aufführungsform und Stilistik haben sich – im Beharren auf der einmaligen Tradition und eine durch die historische Bühne bedingte Theaterpraxis – in Spiel und Dekorationen weitgehend erhalten. Damit bilden die Ritterschauspiele Kiefersfelden eine reizvolle Besonderheit im Umfeld der Passionsspiele Erl und Thiersee, dem Volkstheater Flintsbach und den Heiligenspielen des Volkstheaters Bad Endorf. Ihre fundierte wissenschaftliche Erschließung steht, bedingt durch den Ausnahmecharakter der Ästhetik und der Vereinsstruktur der Theatergesellschaft, noch aus.

## Geschichte

### Passionen und Sakralspiele (vor 1833)
In Kiefersfelden sind bereits aus dem 16. Jahrhundert vorweihnachtliche Stubenspiele in Versform mit einfachster Kostümierung überliefert, ebenso Texte, zugeschnitten auf einfache Bühnenvorrichtung. Da die Arbeiter des tirolischen Hammerwerkes, das im 17. Jahrhundert von Fügen nach Kiefersfelden übersiedelte, nachweislich seit altersher den stärksten Anteil an der Spielpflege hatten, datierte Ortschronist Pfarrer Gierl den Beginn der Theaterspielenr ohne historische Legitimation auf das Jahr 1618, an anderer Stelle schon auf 1596. Scharen von Köhlern waren Anfang des 17. Jahrhunderts aus dem Zillertal eingewandert. Gespielt wurde nach der mündlichen Überlieferung auf der Laube des Veitnbauern (eines Bauernhofs); die Zuschauer saßen am Hang unterhalb der alten Pfarrkirche.
Mit der Gründung der Bruderschaft vom Heiligen Kreuz 1721 übernehmen Geistliche und Laien die Spielleitung. Wie z. B. in Oberammergau versuchte die Kiefersfeldener Spielgemeinschaft ihre Aufführungen durch ein Gelöbnis zu legitimieren: Sie gelobte 1742 Aufführungen als Dank für die Rettung bei einem Einfall österreichischer Truppen. Von dem 1770 verfügten Verbot der Passionsspiele und 1784 aller geistlichen Spiele (u. a. Johannesspiele) war auch Kiefersfelden betroffen. Die heftigen Auseinandersetzungen mit lokalen, kirchlichen und staatlichen Behörden dauerten bis 1868, für die endgültige, dauerhafte Spielgenehmigung setzte sich der Volkskundler Ludwig Steub maßgeblich ein.
Zwischen 1813 und 1833 gelangten neben den Sakraldramen immer häufiger Ritterschauspiele zur Aufführung, in denen sich die geistige Grundhaltung des Jesuitentheaters in einem profanen Kontext bewahrte. Die Spielgemeinschaft glaubte an ein nur zeitweiliges Passionsspielverbot, dies belegt der Bau der „Theaterschupfe“ 1801 an der Stelle des heutigen Dorftheaters. Doch nur Oberammergau und Thiersee erhielten 1812 die außerordentliche Genehmigungen, deshalb fand 1813 in Kiefersfelden die letzte Aufführung eines Passionsspiels statt. In der Folge spielte man geistliche Dramen mit ausgedehnten weltlichen Nebenhandlungen, die bereits viele Handlungs- und Sprachmuster des später bevorzugten Dramentypus Ritterschauspiel enthielten. Prägende Persönlichkeit des Theaters war in diesen Jahren der Mautaufseher und Zollamtsdiener Johann Wolfgang Schwarz.

### Ritterschauspiele (seit 1833)

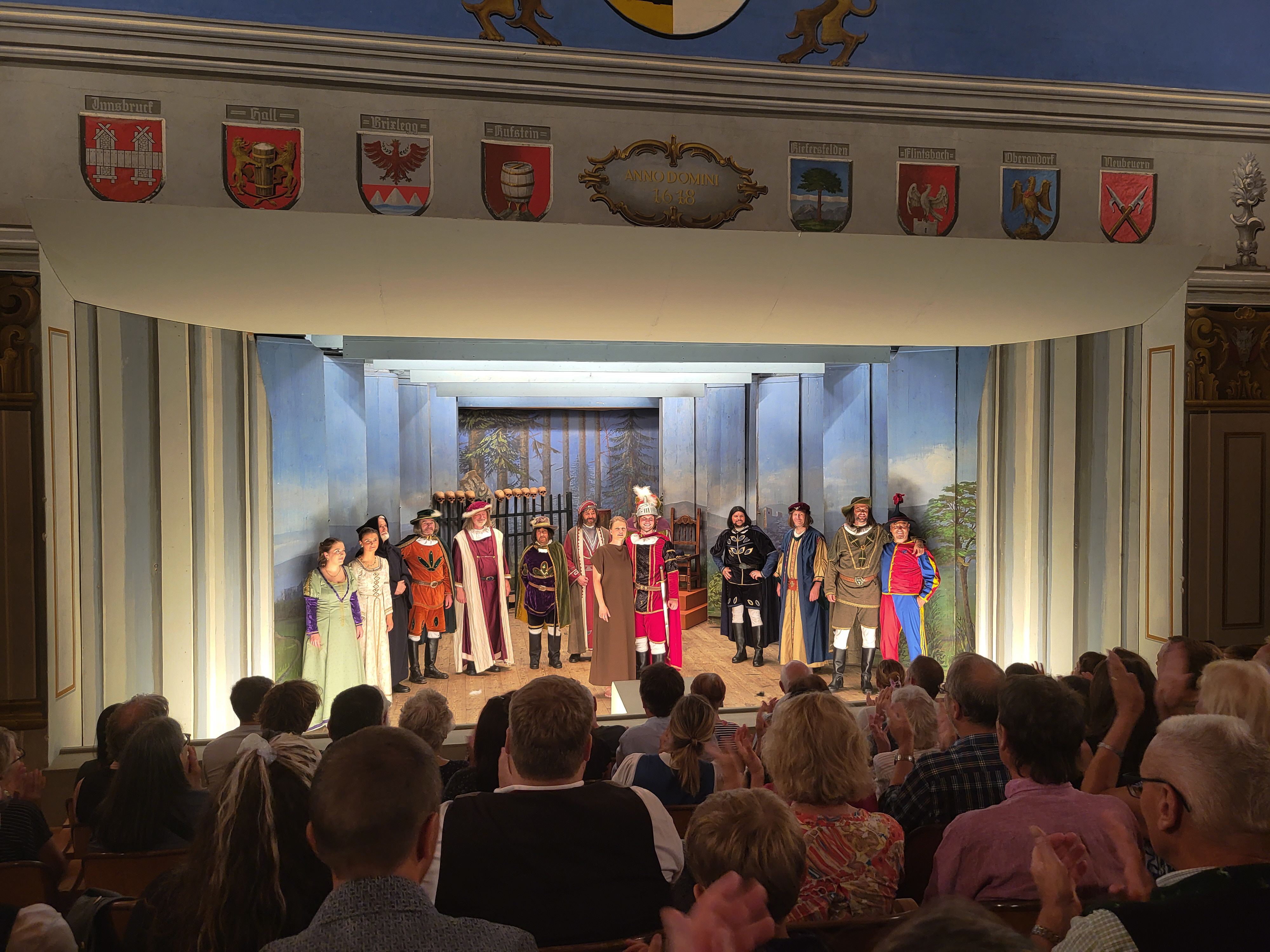
J. G. Schmalz: Almansor und Elvira, 2024

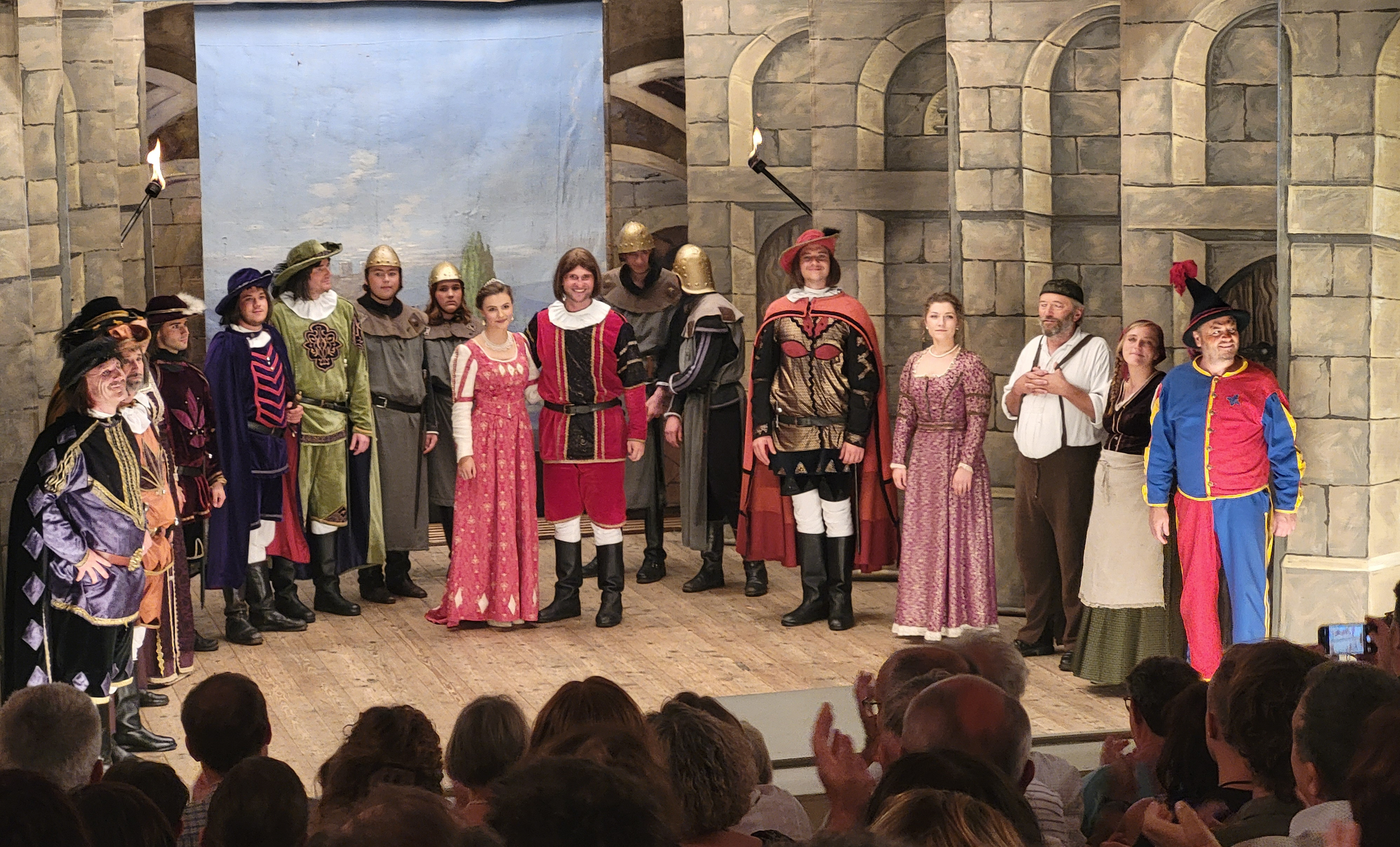
J. G. Schmalz: Ulrika, 2025

Die entscheidende Wende zum stilprägenden Dramentypus des weltlichen Ritterschauspiels wurde 1833 parallel mit der Inbetriebnahme des größeren Theaterneubaus vollzogen. Die Dekorationen der erweiterten Drehkulissenbühne (Sukzessions-Kulissenbühne) nach früherem Vorbild werden bis heute im Stil der Genremalerei des 19. Jahrhunderts erneuert.
Für die Erneuerung des Repertoires sorgte seit 1833 der Tiroler Kohlenbrenner Josef Georg Schmalz, ein im Inntal gesuchter Dramatiker und Spielleiter. Von seinen 23 nachgewiesenen Ritterschauspielen befinden sich zwölf Handschriften im Besitz der Theatergesellschaft und gehören seither zum Kernbestand des Repertoires.
Mit Erhalt des ständigen Spielrechts durch das Landgericht Rosenheim und das Königreich Bayern 1868 gelangten die Ritterschauspiele Kiefersfelden durch Aufsätze von Ludwig Steub und Reiseberichte schnell zu überregionaler Berühmtheit. Neben dem Stammpublikum aus den Nachbargemeinden besuchten zunehmend Touristen und Bürger aus München und Rosenheim die Vorstellungen. Der Schuster und Musikmeister Sylvester Greiderer richtete vor 1900 mehrere ältere Ritterschauspiele entsprechend der seither unveränderten Typologie ein, seine musikalischen Einlagen und Bearbeitungen werden heute noch gespielt.
Bedingt durch die Auswirkungen des Ersten und Zweiten Weltkriegs in den Jahren 1914 bis 1919 und 1940 bis 1946 entfielen alle Ritterschauspiel-Vorstellungen. In der Folge überstand die Theatergesellschaft alle inneren und äußeren Krisen. Während des Nationalsozialismus gelang keine ideologische Akzentuierung im Sinne deutsch-nationaler Gruppen, obwohl die in den dramatischen Vorläufern des späten 18. Jahrhunderts begründete Moral der Ritterschauspiele über Religions- und Rassegrenzen wirkt und damit in starkem Gegensatz zur faschistischen Ideologie stand. 1935 wehrte sich die Theatergesellschaft mit Erfolg gegen den Versuch der NSDAP, in der Comedihütte andere Veranstaltungen als die Ritterschauspiele durchzuführen.
Seit 1956 wählen oder bestätigen Mitglieder der Theatergesellschaft alle drei Jahre den dreiköpfigen Vorstand und einen Spielleiter. In mehreren Bauabschnitten der Nachkriegszeit wurde die Zahl der Zuschauerplätze auf ca. 500 erhöht, das Bühnenhaus 1970/71 renoviert und die Comedihütte gesteigerten Komfortbedürfnissen angepasst. 1991 erhielten die Ritterschauspiele Kiefersfelden zusammen mit dem Volkstheater Bad Endorf und dem Volkstheater Flintsbach den Kulturpreis des Landkreises Rosenheim. 2005 wurde der Förderverein der Ritterschauspiele Kiefersfelden gegründet, dessen erste Initiative war die Erneuerung der Bestuhlung der Comedihütte.
Das erste Gastspiel der Ritterschauspiele Kiefersfelden fand 2007 im historischen Rokokotheater auf Schloss Weitra in Niederösterreich mit einer Vorstellung von Siegfried und Ludmilla statt. 2008 wurde mit Richardus, König von England das Jubiläum „175 Jahre Comedihütte“ gefeiert. Erstmals demonstrierte die Theatergesellschaft im Spieljahr 2009 mittels eines Fahnenweges zum Theater ihre historische Verbundenheit mit anderen traditionellen Theaterorten der Region sowie dem Freistaat Bayern und dem Bundesland Tirol.
Die Vorbereitungen für das Jubiläum „400 Jahre Dorftheater Kiefersfelden“ begannen 2010. 2011 erhielten die Ritterschauspiele Kiefersfelden den Kulturpreis des Wirtschaftlichen Verbandes der Stadt und des Landkreises Rosenheim.
Die Renaissance traditioneller Brauchtums- und Kulturformen als Alternative zur Eventkultur macht sich auch für die Ritterschauspiele Kiefersfelden positiv bemerkbar, die zunehmend ihre frühere Popularität zurückgewinnen.

## Die historische Drehkulissenbühne in der Comedihütte

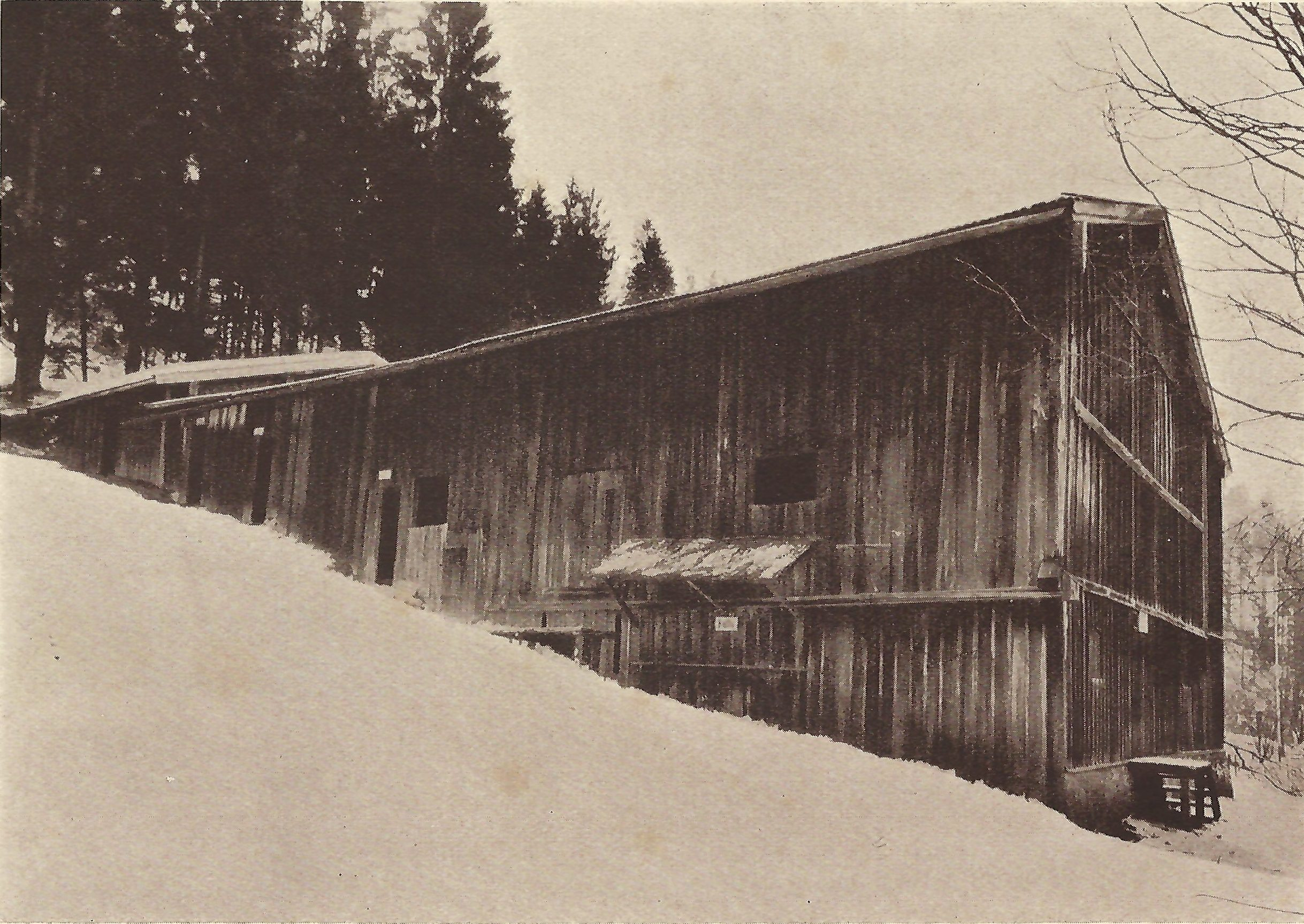
Aufnahme des Theaters von Anton Karg

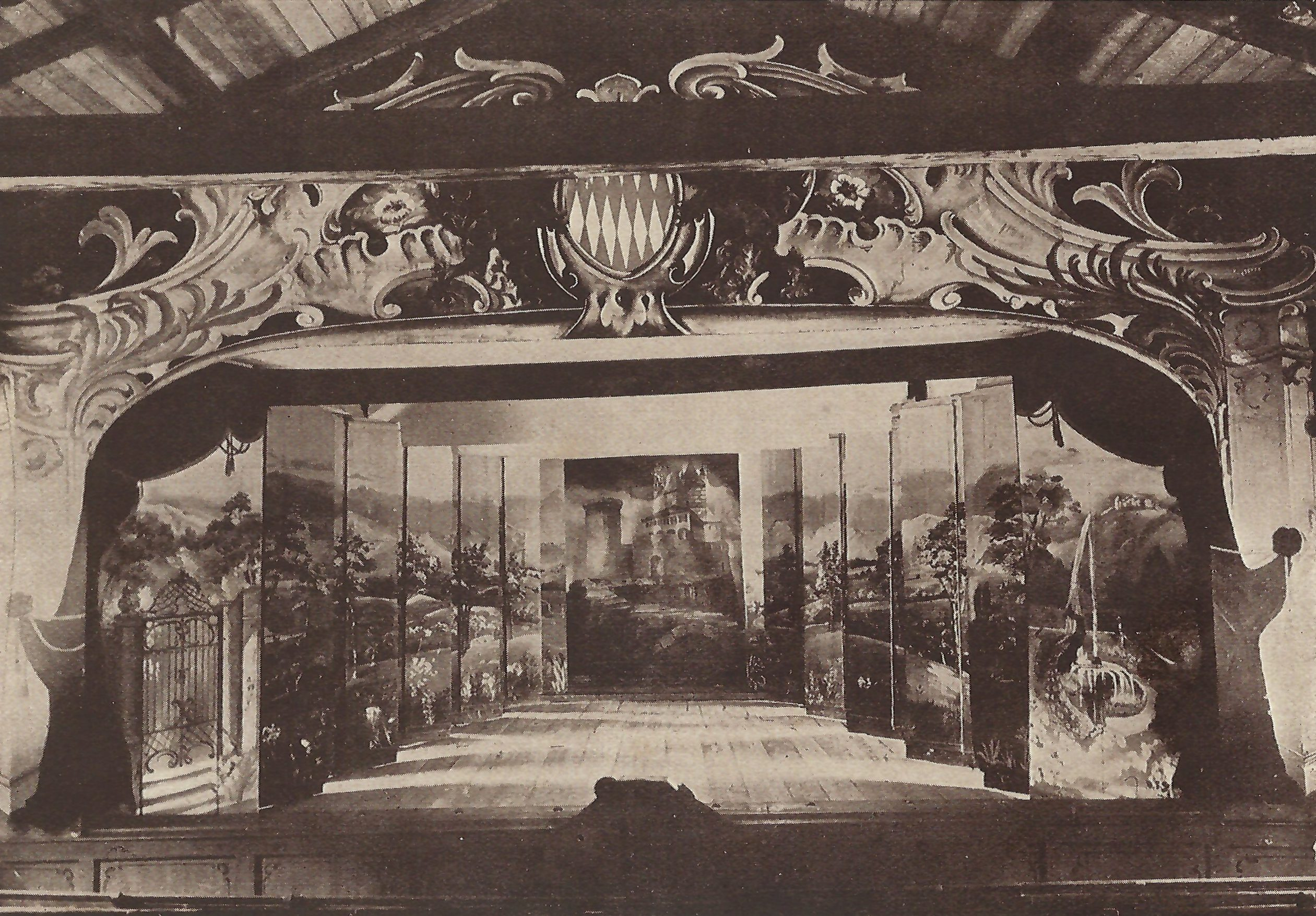
Bühne

Die Comedihütte (Theaterhaus) in ihrer heutigen Form wurde 1833 an der Stelle der alten „Theaterschupfe“ errichtet. Das Gebäude am Hang des Buchberges hat zwei Etagen und ein Dachgeschoss, die barocke Bühne und der Zuschauerraum zur Bergseite befinden sich auf der oberen. Zu einer aufwändigen Totalrenovierung 1970/1971 durch die Gemeinde Kiefersfelden wurde die Bühne aus- und wieder eingebaut. Den Zuschauern ist nur der Zuschauerraum zugänglich, den man direkt vom Freien her betritt. Es gibt also weder ein Foyer noch Garderoben.
„Das Gerüst der Bühne auf einem Holzboden mit Versenkung am Ende der hinteren Mittelbühne (einem Symbol für den Eingang zur Hölle) besteht seit dem Einbau 1833.
Die Kiefersfeldener Bühne (konstruiert wahrscheinlich nach dem Vorbild der Rosenheimer Bühne von 1734) entspricht dem abgeleiteten Typus der ländlichen dreiteiligen Sukzessionskulissenbühne des 18. und 19. Jahrhunderts in einer Vollständigkeit, wie sie von keiner der erhaltenen und nur wenigen früheren Bühnen erreicht wurde, einschließlich der Hauptbühnen der Passionstheater. Als theatergeschichtliches Dokument ist sie von Bedeutung, weil sie über den Prototyp der ländlichen Kulissenbühne hinaus auch die wichtigsten Eigenschaften der barocken Kulissenbühne vertritt. Alle mobilen Teile dieser Bühne werden durch die ‚Herrichter‘ (Bühnenarbeiter) von Hand bewegt.
Sämtliche Vorhänge laufen auf Walzen und werden über Seilzug auf- und abgerollt, es gibt nur eine vertikale Vorhangbewegung. Die Bühne besitzt insgesamt sechs Vorhänge: den Hauptvorhang (1914) mit einer Ansicht von Kiefersfelden vom imaginären Aussichtspunkt einer Schlossterrasse, drei Zwischenvorhänge hinter dem ersten, zweiten und dritten Kulissenpaar, einen Gittervorhang (Kerkervorhang) ebenfalls hinter dem dritten Kulissenpaar und vor dem Schiebeprospekt einen weiteren Vorhang. Hinter dem letzten Kulissenpaar laufen in Rinnen vier Schiebeprospekte, die aus zwei Hälften oder separat zusammengeschoben und auseinandergezogen werden können. Die vorhandenen Prospekte werden als Abschluss der Hinterbühne, also hinter dem Schiebeprospekt, eingehängt.
Über jeder Kulissengasse hängt eine Soffitte aus Holz, eine weitere vor dem Schiebeprospekt. Sie sind nicht beweglich.
Die Lichtanlage mit Reihen von Glühbirnen ist bewusst schlicht gehalten, um nicht durch unangemessene Beleuchtungseffekte die Einfachheit der früheren Gas- und Kerzenbeleuchtung mit heutigen technischen Mitteln zu perfektionieren: Sie besteht aus einer Tiefen-, einer Vertikal- und einer Diagonalbeleuchtung. Die Rampenbeleuchtung besteht beiderseits des Souffleurkastens aus fünf dreifarbigen Birnenreihen, die Soffittenbeleuchtung aus insgesamt fünf Lichtreihen mit je vier Birnenreihen und die Diagonalbeleuchtung aus einer, ebenfalls mehrfarbigen Lichtquelle hinter der vierten rechten Kulisse.“
Die Kulissen und Prospekte werden seit 1926 von Angehörigen der Familie Hahn gemalt, erneuert und restauriert.

## Die Ritterschauspiele – Stil, Sprache, Stoffe
Inhaltlich enthalten die in Kiefersfelden aufgeführten Ritterschauspiele künstlerische Mittel wie die „Fetzendramaturgie“ der Sturm-und-Drang-Dramatik sowie Zufalls- und Überraschungsmomente wie in der romantischen Schicksalstragödie. Die sprachliche Stilistik der Stücke mit schroffer Antithetik, pathetischen Verallgemeinerungen und pointensicheren Repliken der Hanswurst-Figuren ähneln den Mitteln der Wiener Zauberposse mit Musik.
Dramatische Form und die Möglichkeiten der Kiefersfeldener Drehkulissenbühne wirkten stark ineinander. Nicht zu rekonstruieren ist, ob die Bühne mit den Möglichkeiten „kleiner“ und „großer“ Verwandlungen Josef Georg Schmalz und unbekannte für die Spielgemeinschaft schreibende Verfasser beim szenischen Aufbau ihrer Ritterschauspiele beeinflussten.
Die Stücke von Josef Georg Schmalz und der anderen Autoren sind inhaltlich vielfältiger als Hans Moser in seinen Schriften zum alpenländischen Volksschauspiel beschreibt. Keineswegs lassen sich alle ausschließlich auf den Urstoff der Genoveva-Sage zurückführen, wenn auch Handlungs- und Rollenmuster der Stücke der einzelnen Dramen einander ähneln. So hat Rudolf von Westerburg oder Das Petermännchen den Geisterroman Das Petermännchen von Christian Heinrich Spieß und Wendelin von Höllenstein den gleichnamigen Roman von Joseph Alois Gleich als literarische Quelle.
In etwa besteht folgende Handlungstypologie: Eine junge Frau, deren Gemahl oder Geliebter sie nicht schützen kann, gerät durch einen von Hass, Neid und Besitzgier getriebenen Bösewicht in Gefangenschaft und Elend. Der Schurke diffamiert die unschuldige Adelige als treulos oder ehebrecherisch. Erst in der kommenden Generation siegt die poetische oder christliche Gerechtigkeit. Dieses Grundmuster wird von anderen Handlungskonstrukten überlagert und ist dadurch nur einer von mehreren dramatischen Strängen.
Oft hat der Schurke einen Angehörigen des positiven Helden als Helfershelfer. Einer von ihnen oder beide zeigen gegen Ende der Dramen Reue und erhalten Strafe oder Vergebung. Weit seltener als in der Literatur und Dramatik der Entstehungszeit, der späten literarischen Romantik, treten Verführerinnen und Intrigantinnen auf.
Der positive Held und seine Geliebte sind immer die positiven, konstanten Figuren, manchmal finden sie in einer exponierten Nebenrolle einen Helfer. Alle adeligen Figuren zeigen eine unwandelbare, durchgängige Charakterkontur: Wie in den Märchensammlungen des 19. Jahrhunderts stehen sie sich in polarisierender Schwarz-Weiß-Malerei gegenüber. Intriganten und Schurken läutern sich ohne nähere Begründung ihres schlechten Gewissens. Am Ende werden wie in vielen Geheimbund- und Entwicklungsromanen der Goethezeit oder in den massenhaft produzierten und verbreiteten Ritterromanen verborgene und zerstörte Familienbindungen offenbar.
Auf einem Kreuzzug gerät der positive Held regelmäßig in die Gefangenschaft moslemischer Gegner. Sultane und Emire sind edle Charaktere, die Chargen dieser Mächtigen zeigen im Heiligen Land oft eine mörderische Grausamkeit gegen die verhassten Christen. Eine moslemische Adelige wird manchmal zur Helferin der Christen.
Neben den Adeligen treten immer andere soziale Gruppen auf: Räuber mit einer kraftmeierischen Sprachebene, Landvolk sowie mit besonderer Vorliebe Schmiede und Köhler. Letztere Berufsgruppen waren durch das Kiefersfeldener Eisenwerk für das einheimische Publikum und als Beruf des Autors von besonderer Bedeutung.
Eine besondere Position hat die Figur des Hanswurst (meistens ein Knappe im Spannungsfeld zwischen positivem Held und Gegenspieler), der mit seinem Harlekin-Kostüm aus dem Rahmen der Bühnen- und Kostümausstattung fällt. Anders als im Literaturtheater nach William Shakespeare spricht der Hanswurst in einigen Dramen Verse und immer Dialekt (Zillertaler Sprachidiom) im Kontrast zur hochdeutschen Prosa mit regionaler Vokalfärbung der anderen Figuren.
Die faktenbezogene inhaltliche Vermittlung in den Dialogen gipfelt in Nachahmung barocker und theologischer Rhetorik oft mit pathetischen Satzgebilden in Moralsätzen oder Flüchen von besonderer Publikumswirksamkeit.
Zahlreiche musikalische Einlagen stehen zwischen den Dialogen. Die Musikkapelle Kiefersfelden spielt vor den einzelnen Aufzügen traditionelle Märsche und Tänze. V. a. die Rollen der Köhler, Bauern, Schmiede und Räuber erhalten mehrstimmige Gesänge (mit Harfe und/oder Bläserbegleitung) von Sylvester Greiderer oder von unbekannten Komponisten. Geister- und Genien-Erscheinungen werden oft instrumental untermalt, eine „Geräusch-Dramaturgie“ mit Donnerblech, Windmaschine, Schlagwerk u. a. begleitet spannende Natur- und Handlungsmomente.
Seine Stoffe fand Josef Georg Schmalz in billigen Ausgaben der Deutschen Volksbücher und der Ritterromane v. a. von Joseph Alois Gleich und Christian Heinrich Spieß. Diese erwarb er auf Jahrmärkten in Oberaudorf, Kufstein und Rosenheim oder von fahrenden Händlern. Oftmals übertrug er direkte und indirekte Reden aus den Quelltexten wörtlich in Dialoge, erzählende Abschnitte in Regieanmerkungen.
Seine dramatische Gestaltung zeigt einen äußerst bühnensicheren Instinkt für Situationen und Dialogführung. In welchem Umfang er literarische Neuproduktionen seiner Zeit kannte, ist ungeklärt. Offensichtlich finden sich in seinen Ritterschauspielen ähnliche dramaturgische Techniken wie in Dramen und Prosa von Ernst Raupach, Christoph von Schmid, Helmine von Chezy und Friedrich de la Motte-Fouqué.
Beispiele für wesentliche Motive in Ritterschauspielen von Josef Georg Schmalz sind:
- Teufelspakt- und Vielweiberei-Motiv mit moralischer Läuterung der Titelfigur: Rudolf von Westerburg, Wendelin von Höllenstein
- Eine vom sie inzestuös begehrenden Vater fliehende junge Frau wird als Gattin und Mutter unglücklich, erhält aber nach vielen Jahren im Elend ihre verdienten Rechte: Helena Tochter des mächtigen Kaisers Antonius von Griechenland
- Ins Verderben gestürzte unschuldige Frauen: Floribella, Ulricka (unglückliches Ende!)
- Frau in Männerkleidern unternimmt für ihren Geliebten einen Befreiungsversuch: Siegfried und Ludmilla (Autorschaft ungeklärt)
- Der Protagonist wird durch übersteigerten Ehrgeiz und Prestigesucht zum Bösewicht: Ezzelin der Grausame

## Wirkung
Ein erster literarischer Reflex auf die Ritterschauspiele des Inntals findet sich möglicherweise bei Wilhelm Busch. Der Humorist war 1858 Gast der Künstlergemeinschaft Brannenburg im Inntal und verfasste danach die Ritterschauspiel-Parodie Liebestreu und Grausamkeit. Einem überregionalen Publikum bekannt wurden die Ritterschauspiele Kiefersfelden durch Schriften von Ludwig Steub für die Leipziger Allgemeine Zeitung und novellistische Texte, z. B. „Im Bauerntheater“ von Arthur Achleitner (1888).
In den 1920er Jahren rückten die Ritterschauspiele Kiefersfelden in das Interesse der Theaterwissenschaft: Der Literaturwissenschaftler Artur Kutscher besuchte mit Studenten der Ludwig-Maximilians-Universität München mehrfach Vorstellungen. Im Heimatmuseum Blaahaus der Gemeinde Kiefersfelden befindet sich als Dauerleihgabe des Theatermuseums Köln ein hölzernes Modell der Comedihütte (datiert 1928). Hans Moser hat sich an der Schnittstelle zwischen Volkskunde und Theaterwissenschaft in zahlreichen Schriften zum Volksschauspiel in Bayern und Tirol mit den Ritterschauspielen Kiefersfelden beschäftigt. Der Verlust des fast abgeschlossenen Manuskriptes seiner zweiteiligen Dissertation im Zweiten Weltkrieg ist noch heute für die Erschließung historischer und künstlerischer Fakten ein unersetzlicher Verlust. Das Buch Der Bauernshakespeare des bayerischen Heimatpflegers Paul Ernst Rattelmüller bietet viele Details ohne Angabe der Quellen. Frido Will setzte sich in seiner Dissertation vor allem mit Spielform und Probenmethoden auseinander.
Das Publikum der Gegenwart kommt überwiegend aus der Region Inntal und den benachbarten Landkreisen. Es gibt eine Gruppe regelmäßiger überregionaler Besucher. Im Ausland sind die Ritterschauspiele für ihre einmalige Spielform und als originärer Teil des bayerischen Kulturkanons bekannt.
Die historische Bühneneinrichtung ist als Baudenkmal in die Bayerische Denkmalliste eingetragen.

## Bedeutung
Im deutschen Sprachraum sind die Ritterschauspiele Kiefersfelden heute das einzige Theater mit einem Repertoire aus weltlichen Stücken des 19. Jahrhunderts, die in einer altertümlichen Spielform mit ernster Haltung von Laien zur Aufführung gebracht werden. Diese Einmaligkeit beruht auf der Nutzung der barocken Drehkulissenbühne in der Comedihütte ebenso wie auf der Tatsache, dass Laientheater mit ähnlichem Ursprung inzwischen längst andere Spielformen und Dramentypen pflegen (das Passionstheater Thiersee und das Volkstheater Endorf geistliche Spiele, die Pradler Ritterspiele Parodien des ursprünglich ernsten Genres, andere historische Spielgemeinschaften – z. B. Oberaudorf – bestehen nicht mehr oder wandelten ihr Konzept grundsätzlich).
Die Ritterschauspiele Kiefersfelden haben mit Aufführungen von Kleists Das Käthchen von Heilbronn oder Grillparzers Die Ahnfrau an professionellen Theatern und Naturbühnen ebenso wenig gemeinsam wie mit mittelalterlichen Turnier- und Jahrmarktsattraktionen (z. B. Kaltenberger Ritterturnier).
Durch die Ernsthaftigkeit der Veranstalter und Spieler sind die Ritterschauspiele Kiefersfelden ein Stück lebendiges Brauchtum der bayerisch-tirolischen Kulturlandschaft – sie gehören zu den Kategorien Volkskultur, gesunkenes Kulturgut, profanes Glaubensmanifest und traditionelles Laienspiel.
Als Adaption verbreiteter Märchen- und Literaturmotive sowie als von geistlichen Spielen abgeleitetes Theatergenre sind die von der Theatergesellschaft Kiefersfelden zur Aufführung gebrachten Ritterschauspiele eine unerschlossene Quellensammlung für Religionswissenschaft, Theaterwissenschaft, Volkskunde, Kultursoziologie, Germanistik und Komparatistik.
Die basisdemokratische Vereinssatzung und die flache Hierarchie des Ensembles wirken in das Gemeindeleben. Diese Grundhaltung wird auch dadurch ermöglicht, dass die Namen der Darsteller weder auf dem Vorstellungszettel noch in anderen Publikationen erscheinen und es keine Einzelvorhänge gibt. Insofern haben die Ritterschauspiele Kiefersfelden neben ihrer Einmaligkeit als kulturelles Phänomen auch eine soziale Bedeutung.
Wie die von professionellen Ensembles bespielten Schlosstheater Drottningholm oder Bad Lauchstädt ist die historische Bühne Kiefersfelden ein theaterhistorisches Denkmal ersten Ranges.